# سمير الجسر
سمير عدنان الجسر (10 يونيو 1944 -)، هو سياسي لبناني سني، والنائب في مجلس النواب اللبناني عن تيار المستقبل منذ 2005، ووزير العدل اللبناني في الفترة بين 2000 إلى 2003م في الحكومة اللبنانية 65 التي شُكلت في تشرين الأول 2000 برئاسة رفيق الحريري، ووزير التربية والتعليم العالي اللبناني في الفترة بين 2003 إلى أكتوبر 2004 في الحكومة اللبنانية 66 التي شُكلت في أبريل 2003 برئاسة رفيق الحريري.

## حياته
جدّه الشيخ محمد الجسر الذي ترأس المجلس النيابي وخاض الانتخابات الرئاسية بدعم من معظم اللبنانيين على اختلاف أطيافهم وطوائفهم، ووالده النقيب عدنان الجسر الذي انتُخب نائبًا عن مدينته في العام 1947.
درس الحقوق من جامعة بيروت العربية، وتخرج فيها عام 1969، وانضم إلى نقابة المحامين اللبنانين، وعمل كمحام بالاستئناف في عام 1972، انضم إلى جمعية «مكارم الأخلاق الإسلامية» وانتُخب رئيسًا لها، كما تولى رئاسة مجلس المندوبين في التجمع الوطني للعمل الاجتماعي، وانتخب مسؤول العلاقات الخارجية فيه، وترأس مجلس إدارة المستشفى الإسلامي في طرابلس.
في 1991 التقى برفيق الحريري، وانضم لتيار المستقبل، وفي 1994 أصبح نقيبًا للمحامين في طرابلس، وفي 2000 تسلّم عُيّن وزيرًا للعدل في حكومة الحريري، وفي أبريل 2003 تولّى وزارة التربية والتعليم العالي حتى أكتوبر 2004، ثم انتخب نائبًا عن دائرة الشمال الثانية مدعوماً من سعد الحريري في دورتي العام 2005 و2009. شارك الجسر في اتفاق الدوحة (2008) برفقة سعد الدين الحريري.
انتخب نائبًا في البرلمان اللبناني على إثر الانتخابات التشريعية اللبنانية 2018.
سمير الجسر رجل أعمال أيضًا، ومشارك هو وأبناؤه في العديد من المشاريع، فهو مساهم في بنك مصر لبنان، و ابنه رامي سمير الجسر مساهم في «بنك عودة للأعمال»، وابنه غسان الجسر رئيس مجلس إدارة شركتي بيرل (لؤلؤ) براندز لتجارة وتصنيع الألبسة والنوفوتيه والموبيليا، وابنه عدنان الجسر مساهم وعضو مجلس إدارة في شركة غوارديا، وشقيقه نبيل الجسر رئيس مجلس الإنماء والإعمار ومساهم في تلفزيون المستقبل.